# Mina terrestre

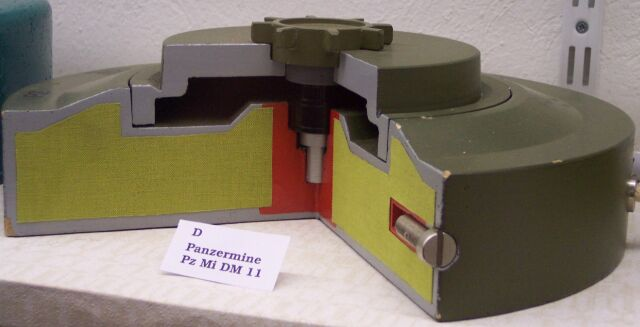
Mina anticarro

Una mina terrestre è un ordigno esplosivo, utilizzato generalmente in ambito militare, che viene posizionato sul terreno o sottoterra, dotato di una carica esplosiva e che viene azionato dalla pressione al passaggio di persone, veicoli, o all'azionarsi di particolari meccanismi. Generalmente indica esplosivi progettati e prodotti a livello industriale, e quindi non per ordigni improvvisati.
Nella tattica moderna, le mine sono utilizzate per impedire l'accesso a determinate zone, per esempio per impedire al nemico di oltrepassare confini contesi o, più in generale, per limitarne i movimenti; lo scopo è quindi simile a quello del filo spinato.

## Storia
Secondo alcune fonti, ordigni esplosivi terrestri erano usati già nel III secolo Zhuge Liang del Regno di Shu (Cina). Un concetto simile (pur senza l'uso di esplosivi) era applicato dai Romani, che utilizzavano buche camuffate e armate con picche; lo stesso tipo di trappola era usata anche nel Medioevo in Europa.
Nel XVIII secolo, in Europa, si seppellivano ordigni esplosivi coperti con ghiaia o frammenti di metallo; in francese questo tipo primitivo di mina terrestre non industriale era chiamata fougasse, che fu usata anche durante la rivoluzione Americana e la guerra di secessione americana.
Le prime mine terrestri moderne, costruite a livello industriale ed equipaggiate con esplosivi ad alto potenziale, apparvero nella Germania Imperiale intorno al 1912, e furono poi impiegate da quasi tutti gli eserciti della prima guerra mondiale (la battaglia di Passchendaele si aprì proprio con la deflagrazione di mine terrestri). Già durante la Grande Guerra gli inglesi iniziarono a costruire anche mine che contenevano gas velenoso invece di esplosivo; questo tipo di ordigno fu usato dall'Unione Sovietica fino agli anni ottanta, ed è noto che gli Stati Uniti negli anni cinquanta condussero esperimenti su questo tipo di armamento.
Fra i tipi più moderni di mine terrestri si possono contare anche le mine nucleari, come quelle sviluppate nel Regno Unito dal progetto Blue Peacock. Di questo genere di mine esistono anche varianti per l'uso nella guerra navale.
Prima della messa al bando, il prezzo oscillava dai 3 dollari delle mine cinesi ai 276 dollari dei più sicuri modelli statunitensi. La Foster, produttrice di metaldetector al mondo, era arrivata a poter identificare mine dal peso di 8 grammi poste a 15 cm di profondità, con una media del 70% dei rilevanti positivi.

## Caratteristiche tecniche

### Meccanismi di detonazione
La detonazione delle mine terrestri può essere basata su numerosi principi: la pressione, la rilevazione di movimento, suono o vibrazioni, fino all'uso di campi magnetici. Le mine antiuomo in genere sono regolate per detonare in seguito alla pressione di un piede; quelle antiveicolo sono più spesso basate su meccanismi di detonazione magnetici, che possono essere attivati anche da un veicolo che transiti nelle vicinanze della mina senza passarvi direttamente sopra. Le mine più moderne sono talvolta in grado di distinguere veicoli amici o nemici.
Nella maggior parte dei casi, le mine sono progettate anche per detonare se toccate direttamente, allo scopo di rendere più difficile il loro disinnesco.
Alcune mine moderne usate dall'esercito degli Stati Uniti e altre forze armate sono dotate di un meccanismo di autodistruzione che porta alla detonazione automatica dopo un determinato numero di ore, giorni, settimane o mesi, allo scopo di ridurre il pericolo per i civili a conflitto terminato. A oggi, tuttavia, questo tipo di meccanismo non viene generalmente considerato affidabile. La maggior parte delle mine che sono state usate storicamente (e quindi anche la maggior parte di quelle ancora inesplose in varie regioni del mondo) non ha questa caratteristica.

### Tipologie

#### Mine anticarro

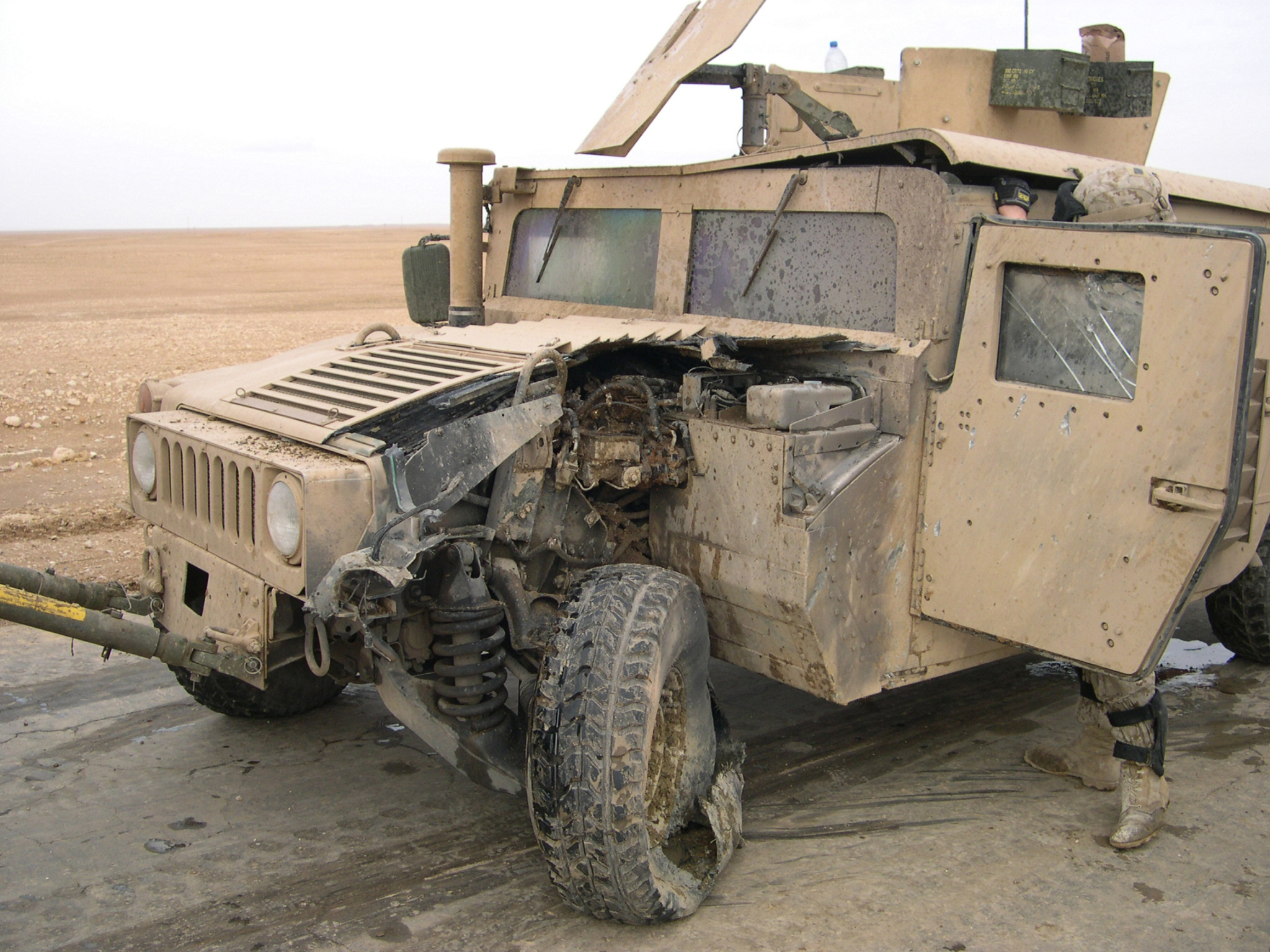
Effetti di una mina anticarro su un Humvee statunitense colpito in Iraq nel 2005

Le mine anticarro hanno lo scopo di distruggere o danneggiare carri armati e altri veicoli impedendone il movimento. In genere sono più grandi e più potenti delle mine antiuomo e la detonazione, se basata su pressione, richiede almeno una pressione di un centinaio di chili. In media una mina anticarro pesa 9 kg e contiene circa 5 kg di esplosivo.

#### Mine antiuomo
Le mine antiuomo, inventate e sviluppate durante le due guerre mondiali, erano all'inizio destinate a proteggere temporaneamente installazioni e obiettivi strategici. Le mine antiuomo possono causare vittime civili e continuare a danneggiare la popolazione locale anche molto tempo dopo la fine di un conflitto. Secondo le fonti che vanno contro l'impiego di questo tipo di ordigno oltre 35000 persone in Cambogia hanno sofferto di mutilazione o sono decedute a causa delle mine antiuomo molto tempo dopo la fine della Seconda Guerra d'Indocina e molte altre vittime ci sono state anche in Mozambico, Afghanistan, Angola, Cecenia, Kurdistan iracheno e ex-Iugoslavia. La rimozione delle mine terrestri è un'attività pericolosa, costosa e richiede tempi molto lunghi, e un terreno minato può risultare non percorribile e quindi non coltivabile o in generale non utilizzabile per decenni, specialmente nei paesi poveri che non hanno i mezzi per portare a termine lo sminamento. Oggi la maggior parte delle nazioni del mondo ha ufficialmente acconsentito a mettere al bando le mine antiuomo. Il record di un maggior numero di mine inesplose stimate appartiene ad Iraq e Afghanistan.
Esistono numerosi tipi di mine antiuomo: oggi se ne producono circa 340 tipi, sono molto sofisticate e poco costose; possono rimanere attive fino a quarant'anni.
In media contengono circa 0,7 kg di esplosivo.
Le mine antiuomo sono attualmente messe al bando a livello mondiale dal Trattato di Ottawa del 1997 firmata da 138 paesi fra cui l'Italia. Tale convenzione entrata in vigore nel 1999 proibisce l'utilizzo, la vendita e la produzione di mine antiuomo e prevede che i paesi firmatari si impegnino in 4 anni a distruggere il loro stock di mine ed a bonificare le aree minate entro 10 km dalle loro frontiere.
I paesi che non hanno firmato la convenzione sono la Cina, gli Stati Uniti, la Russia, Cuba, Israele e Corea del Nord.
Ogni 20 minuti in qualche parte del mondo un essere umano salta su una mina; le mine antiuomo hanno causato 5.197 morti nel 2011, un terzo dei quali bambini.

##### Mine a esplosione
Il tipo più semplice di mina antiuomo è progettato per detonare su pressione, e ferire, mutilare o uccidere un uomo attraverso la semplice onda d'urto dell'esplosione. L'onda d'urto applica una forte pressione verso l'alto che danneggerà in modo più o meno grave (in funzione della potenza dell'esplosivo e del tipo di terreno in cui la mina è sepolta) le ossa e i tessuti dei piedi e delle gambe della vittima. A questo danno principale si aggiungeranno quelli secondari provocati dal terreno e dai sassi scagliati verso l'alto dall'esplosione. La mutilazione, con perdita del piede o addirittura di entrambi gli arti, è uno dei danni più frequenti con questo tipo di mina.

##### Mine a frammentazione
Le mine a frammentazione aggiungono all'esplosione la proiezione di frammenti di metallo (acciaio, ghisa, piombo o simili) o in alcuni casi anche di plastica (come per le VS-50 e TS-50) o vetro (come nel caso della Glasmine 43) in quanto sono sostanze non rilevabili da cercametalli (specie nel caso di mine a minimo contenuto di metalli), e quindi complicano il lavoro di rimozione, e inoltre sono invisibili ai raggi X, e quindi di difficile rimozione da eventuali ferite. Queste mine sono in grado di danneggiare non soltanto la vittima principale, ma anche altri individui nelle vicinanze (in alcuni casi fino ad alcune centinaia di metri).

##### Mine saltanti
Una mina saltante viene interrata all'interno di una sorta di piccolo mortaio. Quando attivata, il corpo principale della mina viene sparato verso l'alto ed esplode solo dopo aver raggiunto una certa altezza sopra il suolo (di solito 1 o 2 metri), in modo da poter causare danni (per esempio attraverso il rilascio di proiettili, vedi sopra) in un raggio più ampio, ma nel caso il corpo sparato non riuscisse a raggiungere tale altezza (ad esempio colpendo la persona che l'ha azionata), essa esplode dopo un certo lasso di tempo, in genere 1 o 2 secondi.

##### Mine balzanti o a rilascio di pressione
Una mina balzante viene interrata, e si attiva appena un peso le sale sopra. L'esplosione avviene appena il peso si stacca dalla mina. Una volta che il peso ha attivato la mina, non c'è modo di disinnescarla. Questo tipo di mina è stato descritto nel film No man's Land e nel film Mine del 2016.

## Uso tattico
Nella guerra moderna, i campi minati sono considerati un'arma difensiva, utilizzata per proteggere determinati confini o rallentare l'avanzata nemica. Esse hanno tuttavia anche impieghi essenzialmente offensivi se usate per costringere le forze nemiche a scegliere un determinato percorso per esempio per tender loro un'imboscata, o per ridurre il morale nemico causando danni imprevisti in modo casuale (in sostanza una tecnica che si avvicina alle comuni definizioni di guerriglia e terrorismo). Particolarmente rilevante è il concetto tattico di moltiplicatore di forze: una mina comunemente viene detta di Tipo 4 quando esplodendo ferisce (ma non uccide) un soldato. In tal caso, servono due compagni per evacuare il ferito e un quarto elemento di copertura, sicché un singolo ordigno mette temporaneamente fuori combattimento una squadra di quattro uomini. A volte un cecchino si apposta e quando viene ferito il primo uomo aspetta l'arrivo dell'aiuto da parte dei suoi compagni per fare fuoco su ferito e soccorritori, questa tattica fu sviluppata nella prima guerra mondiale con le tagliole al posto delle mine.
Un aspetto tattico rilevante nell'uso delle mine riguarda evidentemente la possibilità, da parte delle forze in campo, di sminare in modo efficiente e rapido. Se il nemico dispone di genieri e tecnologie in grado di portare a termine lo sminamento, i campi minati sono efficaci solo se protetti da una copertura di fuoco.

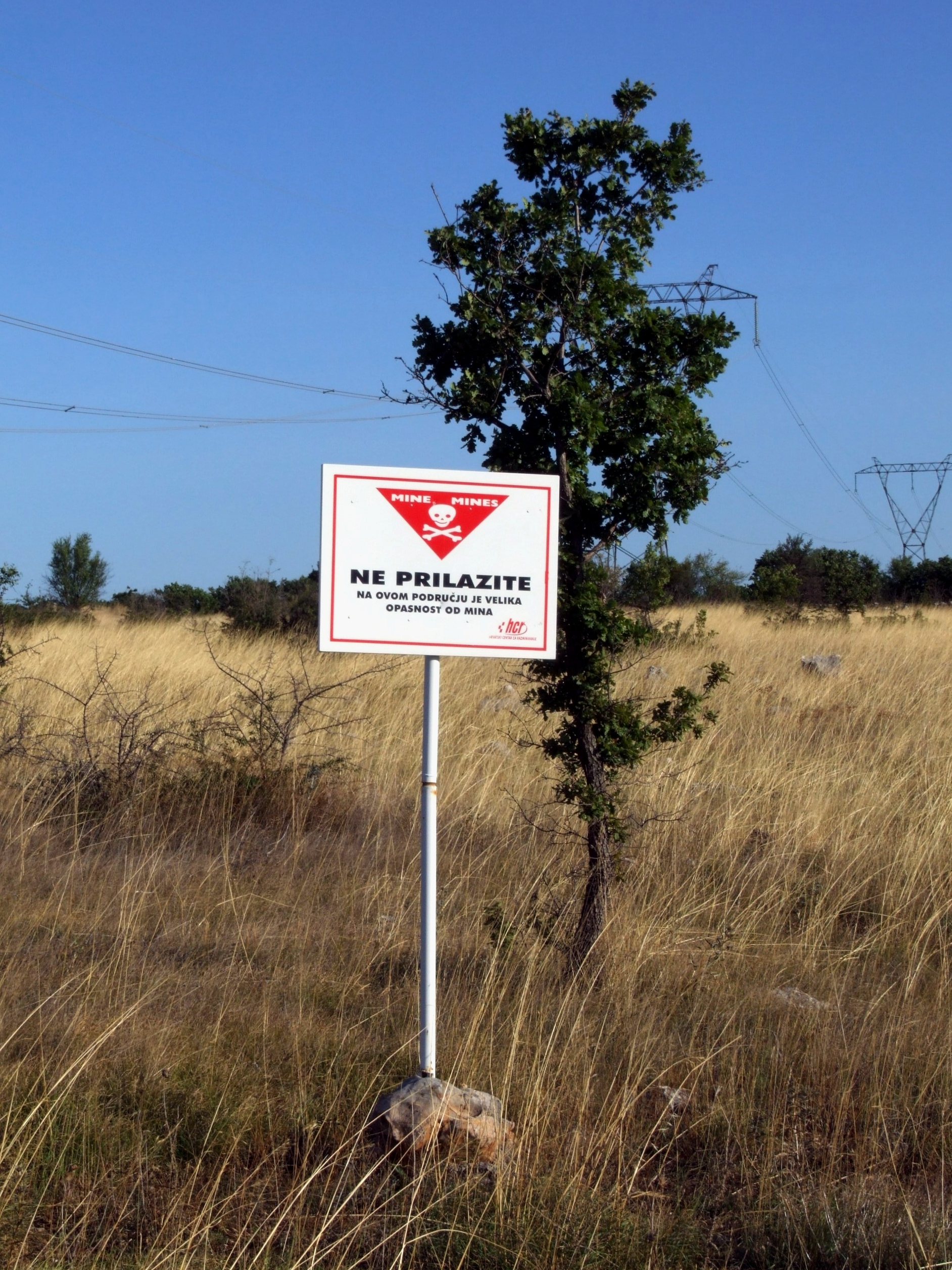
Un cartello di avvertimento scritto in croato posto davanti ad un campo minato. Il testo dice: «non attraversare: su quest'area c'è grande pericolo di mine».

I campi minati sono spesso segnalati esplicitamente da chi depone le mine, se lo scopo del campo minato è di agire come deterrente per l'attraversamento di determinate zone (come il filo spinato). In tal caso, le segnalazioni proteggono le forze amiche. Ovviamente, non è inconsueto l'uso di segnalazioni fittizie a scopo proprio di deterrente. Creare campi minati senza marcarli e tenere traccia della loro posizione è considerato illegale dalle convenzioni internazionali.

## Lo sminamento

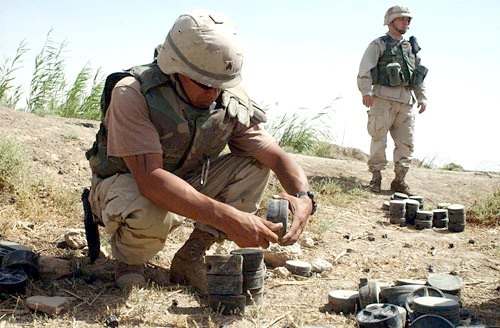
Sminatore al lavoro

Da un punto di vista tattico, la difficoltà di disinnesco di una mina è un elemento essenziale. La maggior parte delle mine sono progettate per esplodere se toccate direttamente; inoltre alcuni modelli vengono realizzati usando un'alta percentuale di plastica (o materiali comunque non metallici) allo scopo di eludere la rilevazione anche con strumenti dedicati.
Per questi motivi, la pratica dello sminamento (specialmente nel caso delle mine antiuomo) è complessa, pericolosa, e richiede attrezzature specifiche.

### Ricerca
A seconda del tipo di mina di cui si sospetta la presenza, la ricerca può essere svolta in diversi modi. La tecnica più semplice ed economica (e anche la più pericolosa) consiste nel procedere strisciando sul terreno e usare "sonde" di vario genere (al limite anche semplici bastoni), spinte delicatamente nel terreno, per rilevare l'eventuale presenza di oggetti solidi. Il personale  dedicato generalmente  utilizza appositi dispositivi di protezione individuale accompagnati da strumenti tecnici, come ad esempio un cercametalli.
Il personale che si occupa delle operazioni sul campo utilizza svariati strumenti e tecniche specifiche. Ad esempio scarpe speciali dotate di cuscinetti possono essere usate per camminare esercitando una pressione molto ridotta sul suolo. I metal detector possono essere utili per lo meno per la ricerca di mine con prevalenza di parti metalliche, anche se non sono in grado di distinguere le mine stesse da altri oggetti di materiale e massa simili. Per motivi di sicurezza, spesso gli artificieri vengono sostituiti da robot appositamente progettati. Si possono impiegare anche cani addestrati a rilevare sostanze chimiche come la dinamite. Di introduzione più recente è l'uso di roditori come i ratti, che essendo più leggeri riducono il pericolo di detonazione accidentale degli ordigni; questa tecnica è stata per esempio adottata dalla ONG APOPO, che ha partecipato allo sminamento del Mozambico dopo la guerra civile nello Stato africano. Fra le tecniche più avanzate si può citare la semina di fiori geneticamente modificati che acquisiscono particolari colori se nel terreno circostante ci sono tracce di determinate sostanze.

### Disinnesco
Alcuni tipi di mine possono essere oggetto di disinnesco manuale. Altre tecniche del genere consistono nel farle esplodere: in quest'ultimo caso si possono usare altri esplosivi, speciali veicoli corazzati, o un vero e proprio bombardamento di artiglieria.

## Le convenzioni internazionali per l'abolizione dell'utilizzo

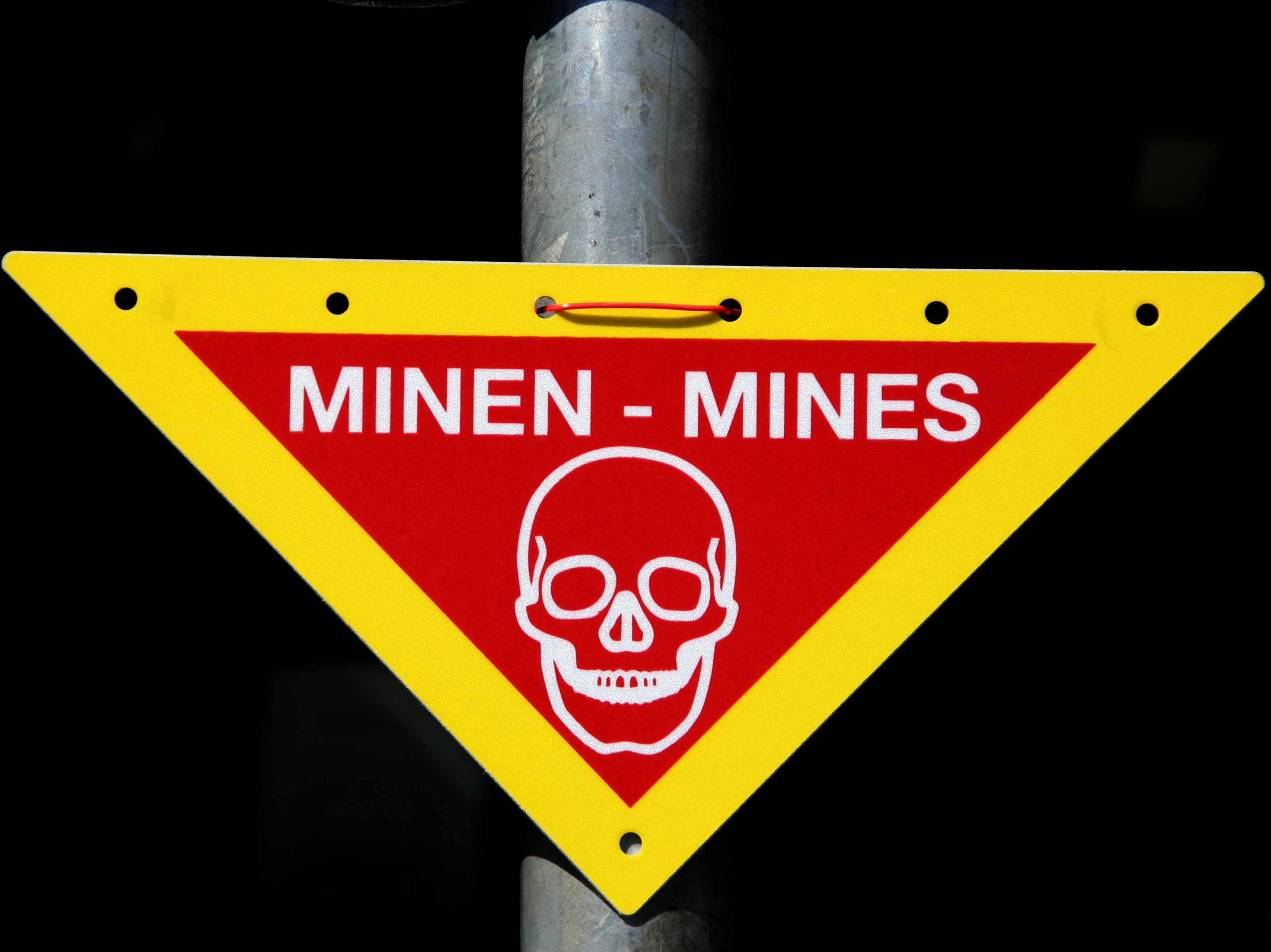
Cartello che indica pericolo mine

Le mine terrestri, specialmente antiuomo, sono state oggetto di un lungo dibattito etico a livello internazionale a causa del pericolo che rappresentano per i civili anche dopo la fine del conflitto in cui vengono impiegate. Numerose organizzazioni non governative di tutto il mondo hanno lanciato campagne su vasta scala per sensibilizzare l'opinione pubblica sugli effetti dell'uso di questo tipo di armamenti. Molte di queste campagne hanno enfatizzato i danni subiti da nazioni povere, come Cambogia e Afghanistan, che non sono dotate di mezzi sufficienti a procedere a uno sminamento sistematico, e in cui la presenza di vasti territori minati, oltre a causare vittime umane, contribuisce ad acuire situazioni di crisi sociale ed economica già rilevanti. Alcuni casi particolari di uso di mine sono stati spesso citati anche perché di impatto psicologico certamente notevole; un esempio tipico sono le PFM-1 usate dall'esercito sovietico in Afghanistan: progettate con una forma aerodinamicamente adatta a rallentarne la velocità di caduta una volta sganciate dagli elicotteri, hanno un aspetto curioso e sembrano simili a giocattoli. Dalla popolazione locale vengono gergalmente definite "pappagallo verde", per via della loro forma e del loro colore. In più, tali mine hanno la particolarità di non esplodere ai primi urti, ma dopo un certo numero di manipolazioni; in tal modo i bambini, ignari, le portano a vedere ai loro amichetti, coinvolgendoli inconsapevolmente nella tragedia dell'improvvisa esplosione. Quest'ultima causa in genere cecità, mutilazioni agli arti superiori, ustioni e distruzione del viso dei bambini.
L'appello portato avanti da questi movimenti è stato gradualmente accolto dalla maggior parte dei governi nazionali. A livello internazionale, i primi divieti  relativi alle mine sono entrati, tra l'altro, nella Convenzione delle Nazioni Unite su certe armi convenzionali firmata a Ginevra nel 1980. Una delle campagne più celebri e di successo in questo senso fu la Campagna Internazionale per il Bando delle Mine Antiuomo (acronimo inglese: ICBL) del 1992. Appoggiata anche da diversi governi nazionali (in particolare, quello canadese), la campagna ha portato alla definizione del trattato di Ottawa del 1997, che vieta l'uso, l'immagazzinamento, la produzione e la vendita di mine antiuomo, e che è stato in seguito firmato dalla maggior parte delle nazioni del mondo. Nello stesso anno, il leader della ICBL, Jody Williams, vinse il Premio Nobel per la Pace per gli sforzi devoluti a questa causa. Fra i paesi che non hanno aderito al trattato si possono citare Stati Uniti, Israele, Russia, Cina, India, e Corea del Nord. Alcune di queste nazioni non hanno aderito per motivi specifici e hanno formulato impegni alternativi, che pongono restrizioni all'uso delle mine terrestri antiuomo senza abolirle del tutto. Gli Stati Uniti, per esempio, hanno dichiarato che i campi minati svolgono un ruolo insostituibile per conservare l'efficacia della zona smilitarizzata che divide la Corea del Sud dalla Corea del Nord, e hanno formulato una propria regolamentazione che ammette l'uso di mine in quel contesto.
Un effetto simile a quello delle mine antiuomo è generato dalle bombe a frammentazione. Gli ordigni sono fatti esplodere in aria prima che arrivino a impattare con il suolo, e la loro balistica è oggetto di ricerche per massimizzare la gittata del colpo e l'efficacia di frantumazione delle schegge. Le schegge mantengono il loro carico esplosivo per anni, e come le mine antiuomo sono difficili da rintracciare, e pericolose per i civili che vi vengono a contatto. Una bomba a frammentazione può generarne a migliaia e non è oggetto di divieti di produzione, commercializzazione o stoccaggio.

## Ordigni famosi
Tra i principali ti si possono citare:
- M18A1 Claymore Antipersonnel Mine
- PFM-1
- OZM
- Schrapnellmine
- VS-N

## Principali produttori
Oltre a Stati Uniti e Russia, anche l'Italia, almeno fino ai primi anni 1990, è stata tra i principali Paesi produttori di mine terrestri e antiuomo, fabbricate dalla Junghans e dalla Valsella Meccanotecnica.